# Canarium ovatum
Canarium ovatum es una especie de árbol perteneciente a la familia  Burseraceae. Sus granos comestibles se conocen también como nuez pili o almendra pili. Es originaria de Filipinas.

## Descripción
Es un árbol perennifolio que alcanza los  20-25 m de altura y  hasta 40-50 cm de diámetro, con hojas compuestas con 5 a 7 folíolos.

## Distribución
Se encuentra en Filipinas. Es una especie del trópico cálido, húmedo y generalmente se encuentran en elevaciones entre el nivel del mar y 400 m. 

## Usos
Es una fuente de un aceite volátil y oleorresina que se utiliza como disolvente. Sus granos comestibles (frutos secos conocidos como nueces Pili o almendras Pili) se pueden tostar y se utiliza en productos de confitería, panadería y cocina y como saborizante para helados, y que contienen el 70% de un aceite que se puede utilizar para cocinar. La cáscara dura y gruesa que rodean el núcleo hace como combustible y carbón vegetal. También la  madera resinosa hace una buena leña. La pulpa es comestible después de la cocción y se obtiene  aceite de cocina. Los brotes jóvenes son comestibles y pueden usarse en ensaladas. Los árboles maduros producen una goma usada en yesos farmacéuticos, ungüentos y barnices. Se usa para aromatizar jabones. Puede utilizarse para hacer una barrera contra el viento ya que resiste los vientos fuertes e incluso huracanes. Puede ser plantado en una avenida de árboles de sombra y ornamental.

## Taxonomía
Canarium ovatum fue descrita por Adolf Engler y publicado en Monographiae Phanerogamarum 4: 110. 1883.
Sinonimia
- Canarium melioides Elmer
- Canarium pachyphyllum G.Perkins[5]